# Ghiacciaio Morse
Il ghiacciaio Morse (in inglese Morse Glacier) è un ghiacciaio situato sulla costa Banzare, nella parte orientale della Terra di Wilkes, in Antartide. Il ghiacciaio fluisce in direzione ovest fino a entrare nella parte orientale della baia Porpoise, circa 5 km a sud-ovest di capo Morse.

## Storia
Il ghiacciaio Morse è stato mappato per la prima volta nel 1955 da G. D. Blodgett grazie a fotografie aeree scattate durante l'operazione Highjump, 1946-1947, ed è stato in seguito così battezzato dal Comitato consultivo dei nomi antartici in onore di William H. Morse, assistente del commissario di bordo del Porpoise, un bricco facente parte della Spedizione di Wilkes, 1838-42, ufficialmente conosciuta come "United States Exploring Expedition" e comandata da Charles Wilkes.